# مسييه 39

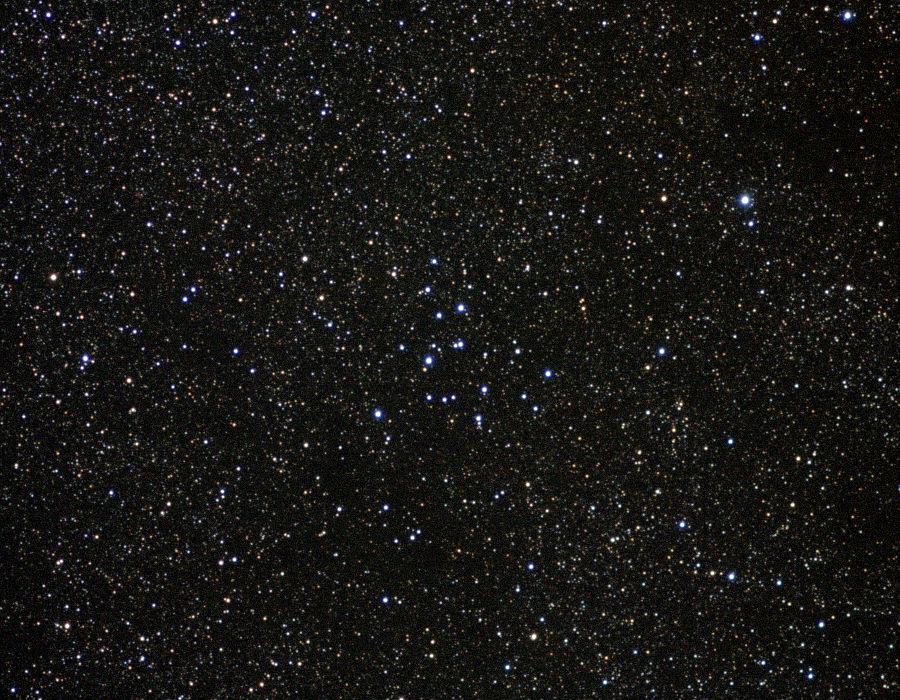

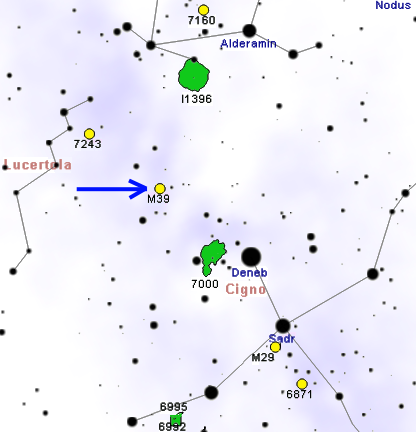
خريطة

مسييه 39 أو م39 (بالإنكليزية: Messier 39 أو M39، وطبقا لالفهرس العام الجديد أيضا 7092 NGC) هو تجمع نجمي مفتوح مكون من نحو 30 نجم ويبلغ لمعانه 4.6 قدر ظاهري. يشغل في السماء زاوية قدرها 32 دقيقة قوسية ويوجد في كوكبة الدجاجة.
اكتشفه شارل مسييه عام 1764 وأضافه إلى فهرسه المعروف باسمه للمذنبات والسدم. يبعد م39 نحو 800 سنة ضوئية من الأرض وهو بذلك أحد التجمعات القريبة من الأرض. ويقدر عمره بنحو 300 مليون سنة.

## اقرأ أيضا
- مجرة
- قزم أبيض
- عملاق أحمر
- نجم
- مجرة حلزونية
- مجرة إهليجية
- الانفجار العظيم
- خط زمني للانفجار العظيم
- نجم نيوتروني
- ثقب أسود

## وصلات خارجية
- Messier 39, SEDS Messier pages
- موقع الكون